# Mawlamyine
Mawlamyine (còn gọi là Mawlamyaing; tiếng Môn: မတ်မလီု phát âm [mo̤t məlɜ̤m]; tiếng Miến Điện: မော်လမြိုင်မြို့; MLCTS: mau la. mruing mrui.; phát âm [mɔ̀ləmjàiɴ mjo̰]), tên cũ Moulmein, là một thành phố của Myanmar, cách Yangon 300 km về phía đông nam và cách Thaton 70 km về phía nam, nằm ngay cửa sông Thanlwin (Salween). Đây là thủ phủ, đồng thời là thành phố lớn nhất của bang Mon, và là trung tâm thông thương và hải cảng chính ở đông nam Myanmar.

## Tên gọi và truyền thuyết
Tên tiếng Môn cũ của Mawlamyine, Moulmein (မတ်မလီု; [mòt məlɜ̀m]) có nghĩa là "một mắt"
Theo truyền thuyết, một vị vua Môn có con mắt thứ ba ngay giữa trán, cho ông thấy những gì diễn ra ở những vương quốc lân cận. Công chúa của một vương quốc láng giềng đã phá hư con mắt đó của ông. Tên tiếng Môn "Mawlamyine" được cho là biến đổi từ tên tiếng Môn.

## Khí hậu
| Dữ liệu khí hậu của Mawlamyine (1981-2010)                      | Dữ liệu khí hậu của Mawlamyine (1981-2010) | Dữ liệu khí hậu của Mawlamyine (1981-2010) | Dữ liệu khí hậu của Mawlamyine (1981-2010) | Dữ liệu khí hậu của Mawlamyine (1981-2010) | Dữ liệu khí hậu của Mawlamyine (1981-2010) | Dữ liệu khí hậu của Mawlamyine (1981-2010) | Dữ liệu khí hậu của Mawlamyine (1981-2010) | Dữ liệu khí hậu của Mawlamyine (1981-2010) | Dữ liệu khí hậu của Mawlamyine (1981-2010) | Dữ liệu khí hậu của Mawlamyine (1981-2010) | Dữ liệu khí hậu của Mawlamyine (1981-2010) | Dữ liệu khí hậu của Mawlamyine (1981-2010) | Dữ liệu khí hậu của Mawlamyine (1981-2010) |
| Tháng                                                           | 1                                          | 2                                          | 3                                          | 4                                          | 5                                          | 6                                          | 7                                          | 8                                          | 9                                          | 10                                         | 11                                         | 12                                         | Năm                                        |
| --------------------------------------------------------------- | ------------------------------------------ | ------------------------------------------ | ------------------------------------------ | ------------------------------------------ | ------------------------------------------ | ------------------------------------------ | ------------------------------------------ | ------------------------------------------ | ------------------------------------------ | ------------------------------------------ | ------------------------------------------ | ------------------------------------------ | ------------------------------------------ |
| Cao kỉ lục °C (°F)                                              | 37.2 (99.0)                                | 37.2 (99.0)                                | 39.4 (102.9)                               | 38.3 (100.9)                               | 38.9 (102.0)                               | 36.1 (97.0)                                | 33.9 (93.0)                                | 36.7 (98.1)                                | 35.0 (95.0)                                | 37.2 (99.0)                                | 37.2 (99.0)                                | 36.1 (97.0)                                | 39.4 (102.9)                               |
| Trung bình ngày tối đa °C (°F)                                  | 32.9 (91.2)                                | 34.4 (93.9)                                | 35.6 (96.1)                                | 35.8 (96.4)                                | 32.5 (90.5)                                | 29.5 (85.1)                                | 28.8 (83.8)                                | 28.6 (83.5)                                | 30.1 (86.2)                                | 32.4 (90.3)                                | 32.8 (91.0)                                | 32.1 (89.8)                                | 32.1 (89.8)                                |
| Tối thiểu trung bình ngày °C (°F)                               | 18.4 (65.1)                                | 19.9 (67.8)                                | 22.2 (72.0)                                | 24.7 (76.5)                                | 24.3 (75.7)                                | 23.8 (74.8)                                | 23.6 (74.5)                                | 23.5 (74.3)                                | 23.6 (74.5)                                | 23.6 (74.5)                                | 22.0 (71.6)                                | 19.1 (66.4)                                | 22.4 (72.3)                                |
| Thấp kỉ lục °C (°F)                                             | 12.8 (55.0)                                | 12.2 (54.0)                                | 16.7 (62.1)                                | 19.4 (66.9)                                | 16.7 (62.1)                                | 21.1 (70.0)                                | 18.9 (66.0)                                | 18.9 (66.0)                                | 21.1 (70.0)                                | 19.4 (66.9)                                | 15.0 (59.0)                                | 11.1 (52.0)                                | 11.1 (52.0)                                |
| Lượng mưa trung bình mm (inches)                                | 2.2 (0.09)                                 | 6.0 (0.24)                                 | 7.4 (0.29)                                 | 117.2 (4.61)                               | 517.7 (20.38)                              | 988.9 (38.93)                              | 1.183,5 (46.59)                            | 1.227 (48.31)                              | 632.6 (24.91)                              | 214.9 (8.46)                               | 46.1 (1.81)                                | 16.3 (0.64)                                | 4.959,8 (195.26)                           |
| Nguồn 1: Viện Khí tượng Na Uy                                   |                                            |                                            |                                            |                                            |                                            |                                            |                                            |                                            |                                            |                                            |                                            |                                            |                                            |
| Nguồn 2: Sistema de Clasificación Bioclimática Mundial (kỷ lục) |                                            |                                            |                                            |                                            |                                            |                                            |                                            |                                            |                                            |                                            |                                            |                                            |                                            |